# Chelonus continens
Chelonus continens är en stekelart som först beskrevs av Vladimir Ivanovich Tobias 1989.  Chelonus continens ingår i släktet Chelonus och familjen bracksteklar. Inga underarter finns listade i Catalogue of Life.